# Edvard Hjelt

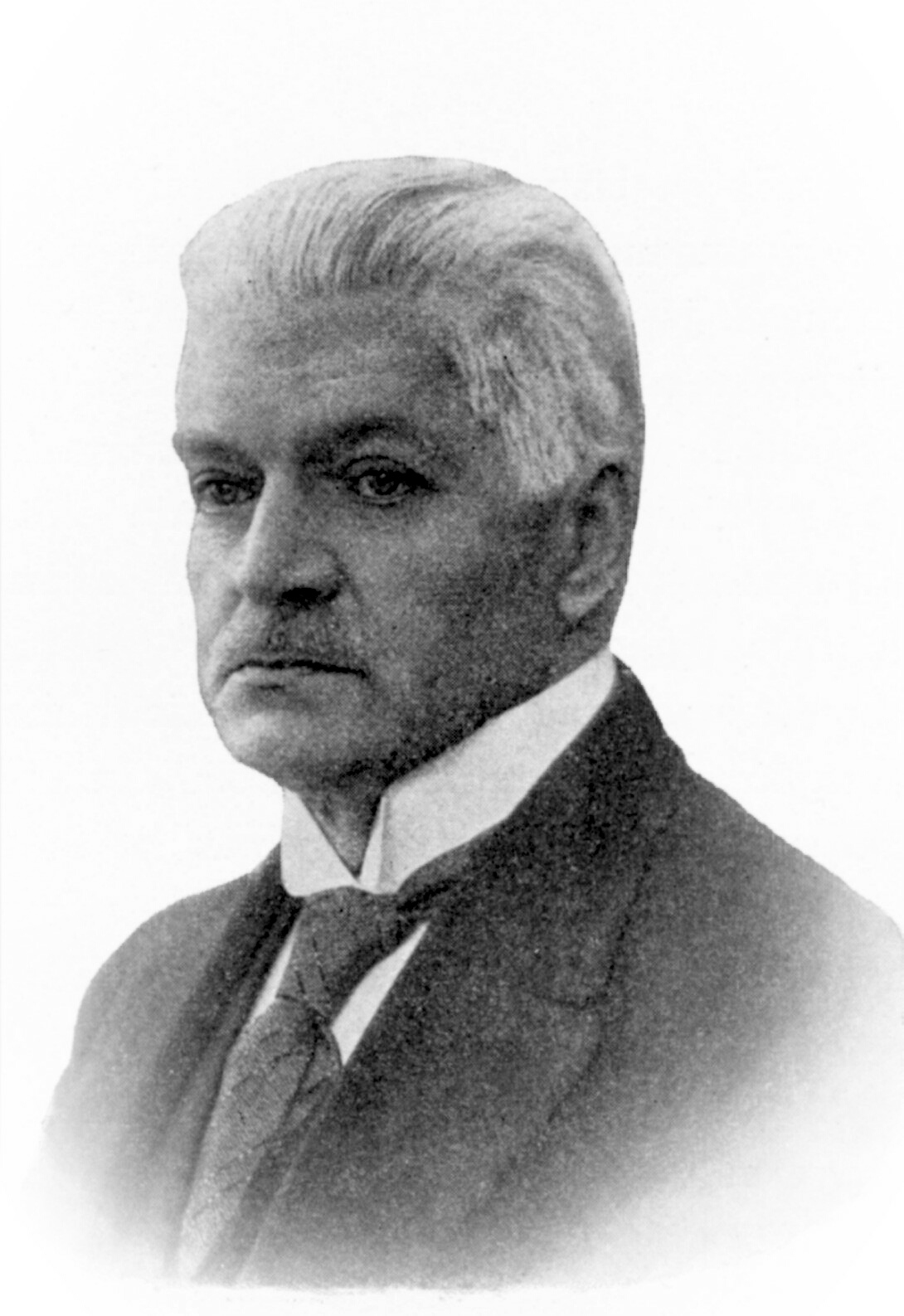
Edvard Hjelt

Edvard Immanuel Hjelt (* 18. Juni 1855 in Vihti; † 2. Juli 1921 in Bad Mergentheim) war ein finnischer Chemiker, Diplomat und Politiker.

## Studium und akademische Laufbahn
Hjelt absolvierte ein Studium der Chemie an der Universität Helsinki. Wie in der damaligen Zeit üblich, vervollständigte er seine Ausbildung durch Auslandsaufenthalte, vor allem in Deutschland. Nach dem zweiten Aufenthalt in den Jahren 1877 und 1878 zuerst bei Johannes Wislicenus in Würzburg und später bei Emil Fischer, Emil Erlenmeyer und Adolf von Baeyer an der Universität München, promovierte er nach der Rückkehr. Nach einem zweiten Aufenthalt an der Universität Straßburg bei Rudolph Fittig erhielt er die Lehrbefähigung und wurde Professor für Chemie an der Universität Helsinki anstelle seines Mentors Johan Jacob Chydenius (1836–1890).
In der folgenden Zeit schrieb Hjelt einige Lehrbücher für organische Chemie, die bis in die 1930er Jahre noch zu den Standardwerken gehörten. 1916 veröffentlichte er die Geschichte der Organischen Chemie von der ältesten Zeit bis zur Gegenwart. Hjelt schrieb auch viele Nachrufe auf verstorbene Kollegen, zum Beispiel für Jean-Baptiste Dumas oder Friedrich Konrad Beilstein.
Von 1899 bis 1908 war er dreimal in Folge Rektor der Universität Helsinki. In diesem Zusammenhang bekam er auch den zunehmenden Druck auf das Großfürstentum Finnland zu spüren, sich Russland anzunähern, zu dem das Großfürstentum zu diesem Zeitpunkt faktisch gehörte.

## Politische Laufbahn

### Politische Tätigkeiten bis zum Finnischen Bürgerkrieg
Hjelt war von 1899 bis 1917 auch Senator im Großfürstentum Finnland. Nachdem 1899 der Landtag die meisten seiner Befugnisse verloren hatte, begann eine Russifizierung, die sowohl im politischen System als auch in den Universitäten stark zu spüren war. Hjelt versuchte die Situation ruhig zu halten und die Russifizierung soweit aufzuhalten wie möglich. Die Aufstellung eines Jägerbataillons 1915 aus finnischen Freiwilligen, die in Deutschland ausgebildet wurden, geht auch auf seine Initiative zurück. Die guten Deutschkenntnisse und seine engen Beziehungen zu Deutschland halfen ihm, diese Unterstützung von den höchsten Stellen im deutschen Kaiserreich zu erhalten. Dieses Jägerbataillon wurde der Kern der finnischen Armee im Kampf um die Unabhängigkeit im Jahre 1918. Hjelt wurde finnischer Gesandter in Berlin und hatte engen Kontakt zu General Erich Ludendorff und Generalfeldmarschall Paul von Hindenburg. Auch die Landung von sechs deutschen Bataillonen in Finnland im März 1918 geht auf seine Initiative zurück.

### Monarchie und Republik

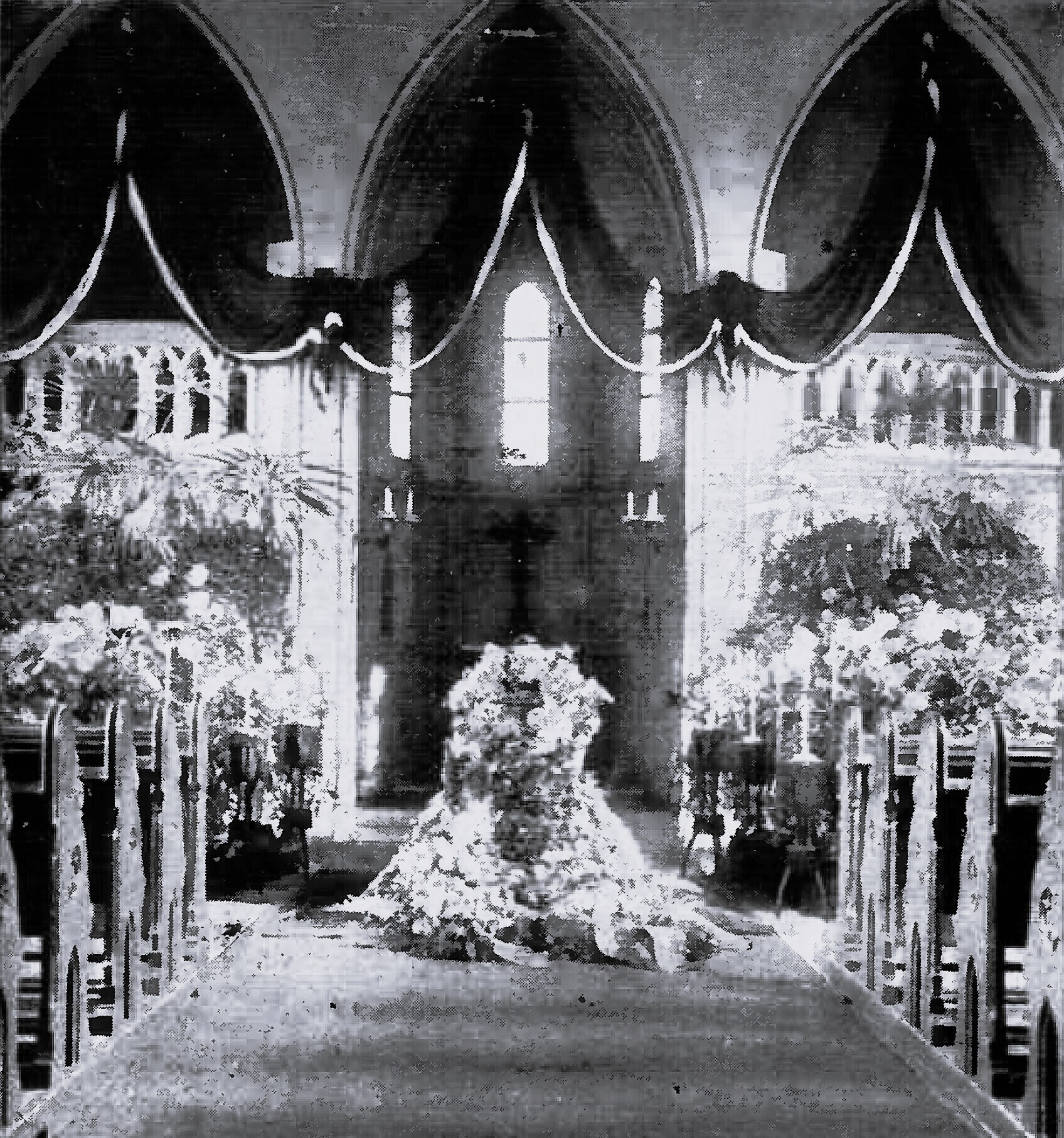
Aufbahrung des Staatsrats in der Kapelle des Allgemeinen Gottesackers in Lübeck.

Hjelt war auch an der Auswahl eines geeigneten Königs für die neue konstitutionelle Monarchie Finnland beteiligt. Der zuerst von ihm favorisierte Herzog Adolf Friedrich von Mecklenburg-Schwerin wurde von Preußen nicht unterstützt und so wurde Friedrich Karl von Hessen als Kandidat vorgeschlagen. Durch Einflussnahme der Alliierten wurde Kaarlo Juho Ståhlberg der erste Präsident Finnlands, ohne dass jemals ein König gekrönt worden wäre.
Vor der Überführung des Verstorbenen fand in Lübeck am 8. Juli 1921 in der Burgtorkapelle eine Trauerfeier statt. An dieser nahmen Vertreter des Senats und vieler Behörden, die Konsuln der nordischen Reiche und Vertreter von Großfirmen teil.
Pastor Johannes Pautke von St. Marien und der Staatssekretär des Auswärtigen (Außenminister) a. D., Paul von Hintze, gedachten auf dieser Hjelt mit Worten.
Der Dampfer „Poseidon“ brachte den unermüdlichen Vorkämpfer für die Freiheit Finnlands von Russland und Deutschenfreund am nächsten Tag nach Hause.

## Ehrungen
Im Mai 1918 wurde er zum Ehrenmitglied der Deutschen Chemischen Gesellschaft ernannt.

## Werke
- Geschichte der Organischen Chemie von der ältesten Zeit bis zur Gegenwart: mit 3 Figuren. Braunschweig: Friedr. Vieweg & Sohn, 1916.
  - Reprint von Springer doi:10.1007/978-3-663-07241-6 (PDF)
  - Digital edition der Universitäts- und Landesbibliothek Düsseldorf
- Aus Jac. Berzelius' und Gustav Magnus' Briefwechsel in den Jahren 1828-1847. Braunschweig, 1900.

## Biographische Quellen und Hintergrundinformationen
- George B. Kauffman, Lauri Niinistö: Edvard Immanuel Hjelt (1855-1921): Finnish Chemist and Historian of Chemistry. In: The Chemical Educator. 3. Jahrgang, Nr. 3, 1998, S. 1–15, doi:10.1007/s00897980208a (chemeducator.org).
- George B. Kauffman, Lauri Niinistö: Chemistry and Politics: Edvard Immanuel Hjelt (1855–1921). In: The Chemical Educator. 3. Jahrgang, Nr. 5, 1998, S. 1–15, doi:10.1007/s00897980247a (chemeducator.org).